# Easycar
Easycar est un courtier de location de voiture à bas coûts sur internet créée en 2000 par Stelios Haji-Ioannou, fondateur de la compagnie Easyjet et de EasyGroup.

## Historique
À l'origine, cette société (appelée Easyrentacar) était spécialisée dans la location de Mercedes-Benz Classe A. Aujourd'hui Easycar est l'un des premiers courtiers internationaux de location de véhicules, comptant plus de 45.000 destinations réparties dans plus de 150 pays et proposant une gamme de véhicules beaucoup plus large.